# Avast Software
Avast Software e чешка компания, произвеждаща антивирусния продукт Avast Antivirus, който има разновидности за домашно и фирмено използване. Avast Antivirus защитава компютъра от вируси и шпионски програми.
Програмата е преведена на 30 езика. Техническа поддръжка има на 9 езика. Вариантът за домашно ползване е безплатен. От сайта на компанията може да се изтегли ръководство за използване на Avast Antivirus. Програмата се обновява автоматично на всеки 4 часа. Ако потребителите нямат постоянна Интернет връзка, могат да изтеглят обновяванията от Интернет на чужд компютър от сайта на разработчика ѝ. Компанията предоставя и уеб базиран файлов скенер за малки файлове до 512 kB.
От 1 юни 2010 г. компанията се преименува на „Avast Software“ заради голямата популярност на антивирусния пакет. През октомври 2016 г. Avast Software купува своя дългогодишен конкурент AVG.